# Harald Meußgeier
Harald Meußgeier (* 18. Dezember 1962 in Kronach) ist ein deutscher Politiker der AfD. Seit 2023 ist er Abgeordneter im Bayerischen Landtag.

## Leben
Meußgeier wurde 1962 in Kronach geboren, wo er auch aufwuchs. Nach dem Schulabschluss machte er 1978 bis 1982 eine Ausbildung zum Maschinenschlosser und arbeitete nach dem Wehrdienst bei einer Maschinenbaufirma.
2017 trat Meußgeier in die AfD ein, seit 2019 ist er Vorsitzender des Kreisverbands Coburg-Kronach der AfD. Seit 2020 sitzt er für die AfD im Stadtrat von Kronach und im Kreisrat des Landkreises Kronach.
Bei der Landtagswahl am 8. Oktober 2023 erhielt er mit 19,9 % das zweitbeste Erststimmenergebnis im Stimmkreis Kronach, Lichtenfels nach dem Sieger Jürgen Baumgärtner (CSU), der 41,5 % erhielt. Zusammen mit den Zweitstimmen im Wahlkreis Oberfranken erreichte er das drittbeste Ergebnis der AfD in Oberfranken und wurde damit in den Landtag gewählt, dem er seit dem 30. Oktober 2023 angehört.
Im Bayerischen Landtag ist Meußgeier Mitglied im Ausschuss für Ernährung, Landwirtschaft, Forsten und Tourismus. Er wurde von der AfD als Kandidat für das Amt des Landtagsvizepräsidenten aufgestellt, wurde aber nicht gewählt.